# Кубок Вірменії з футболу 1996—1997
Кубок Вірменії з футболу 1996—1997 — 6-й розіграш кубкового футбольного турніру у Вірменії. Володарем кубка вчетверте став єреванський Арарат.

## Перший раунд
Перші матчі відбулися 1-2 жовтня, а матчі-відповіді — 9-10 жовтня 1996 року.
| Команда 1           | Заг. | Команда 2          | 1-й матч | 2-й матч |
| ------------------- | ---- | ------------------ | -------- | -------- |
| Зангезур            | +:-  | Арабкір            | -:-      | -:-      |
| Кумайрі (2)         | -:+  | Азнавур (2)        | -:-      | -:-      |
| Капан-81 (2)        | +:-  | Наїріт (2)         | -:-      | -:-      |
| Динамо (Єреван) (2) | +:-  | Каєн (Іджеван) (2) | -:-      | -:-      |
| Касах (Аштарак) (2) | 2:0  | Сапфір (2)         | 2:0      | -:-      |
| СКА-Араі (2)        | 3:4  | Двін (2)           | 3:4      | -:-      |
| Лорі (2)            | 4:2  | Армавір (2)        | 1:0      | 3:2      |
| ЦСКА (Єреван)       | 6:2  | Оменмен (Єреван)   | 0:2      | 6:0      |

## Другий раунд
Перші матчі відбулися 19, 20 жовтня та 2 листопада, а матчі-відповіді — 2, 3 і 14 листопада 1996 року.
| Команда 1           | Заг. | Команда 2       | 1-й матч | 2-й матч |
| ------------------- | ---- | --------------- | -------- | -------- |
| Єреван              | +:-  | Капан-81 (2)    | -:-      | -:-      |
| Карабах (Єреван)    | -:+  | ЦСКА (Єреван)   | -:-      | -:-      |
| Пюнік               | 7:1  | Зангезур        | 5:0      | 2:1      |
| Касах (Аштарак) (2) | 0:7  | Ван (Єреван)    | 0:7      | -:-      |
| Котайк              | 4:3  | Азнавур (2)     | 3:0      | 1:3      |
| Лорі (2)            | 1:5  | Цемент (Арарат) | 0:1      | 1:4      |
| Динамо (Єреван) (2) | 1:21 | Ширак           | 0:9      | 1:12     |
| Двін (2)            | 2:3  | Арарат          | 2:3      | 0:0      |

## Чвертьфінали
Перші матчі відбулися 26 березня, а матчі-відповіді — 8 квітня 1997 року.
| Команда 1       | Заг. | Команда 2     | 1-й матч | 2-й матч |
| --------------- | ---- | ------------- | -------- | -------- |
| Єреван          | 3:1  | Ван (Єреван)  | 3:1      | 0:0      |
| Пюнік           | 7:2  | Котайк        | 2:0      | 5:2      |
| Ширак           | 1:2  | Арарат        | 1:1      | 0:1      |
| Цемент (Арарат) | +:-  | ЦСКА (Єреван) | -:-      | -:-      |

## Півфінали
Перші матчі відбулися 13 травня, а матчі-відповіді — 18 травня 1997 року.
| Команда 1 | Заг. | Команда 2       | 1-й матч | 2-й матч |
| --------- | ---- | --------------- | -------- | -------- |
| Єреван    | 1:7  | Пюнік           | 0:5      | 1:2      |
| Арарат    | 4:0  | Цемент (Арарат) | 2:0      | 2:0      |

## Фінал
| 28 травня 1997 |

| Арарат    | 1:0 | Пюнік |
| --------- | --- | ----- |
| Бабаян 6' |     |       |

| Стадіон «Раздан», Єреван Глядачів: 4 500 Арбітр: С.Казарян |